# Autopia (Fahrgeschäft)
Autopia ist eine Attraktion in verschiedenen Disney-Themenparks, bei der Gäste in speziell entworfenen Autos durch eine geschlossene Strecke fahren. Versionen von Autopia existieren im Disneyland Resort in Anaheim und im Disneyland Paris. Es gab eine Autopia im Hong Kong Disneyland, bevor sie am 11. Juni 2016 geschlossen wurde. Andere Versionen der Attraktion sind im Magic Kingdom in der Walt Disney World als Tomorrowland Speedway und früher im Tokyo Disneyland als Grand Circuit Raceway zu finden. Eine frühere Generation von Disneylands Autopia wurde über ein Jahrzehnt lang im Walt Disney Hometown Museum in Marceline, Missouri betrieben. Eines der ausgedienten Autos ist jetzt in diesem Museum ausgestellt.
Der Name Autopia ist ein Portmanteau der Wörter „automobile Utopie“. Der Begriff wurde später in akademischen Kreisen von dem britischen Architekturkritiker Reyner Banham populär gemacht, um Los Angeles in seinem 1971 erschienenen Buch Los Angeles: The Architecture of Four Ecologies zu beschreiben.

## Disneyland Resort Anaheim

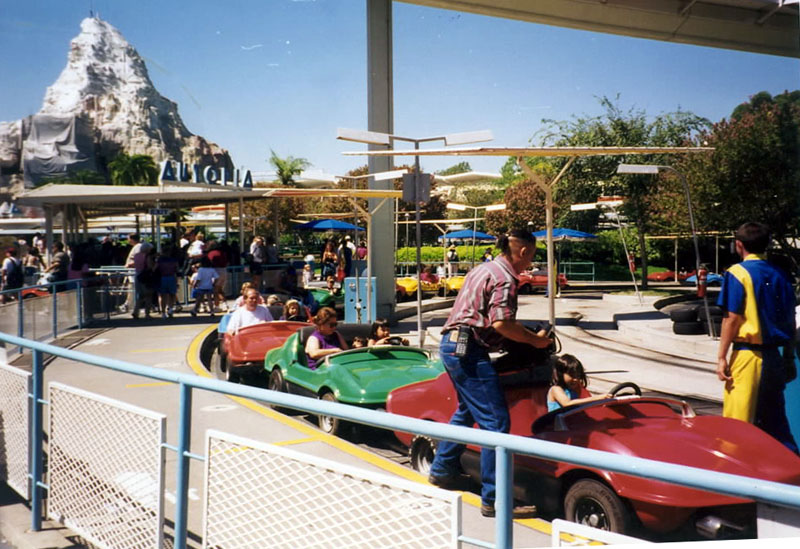
Disneyland Anaheim Autopia im Jahr 1996, bevor es im Jahr 2000 komplett umgebaut wurde. Die Autopia-Autos zu dieser Zeit ähnelten stark der Corvette Stingray.

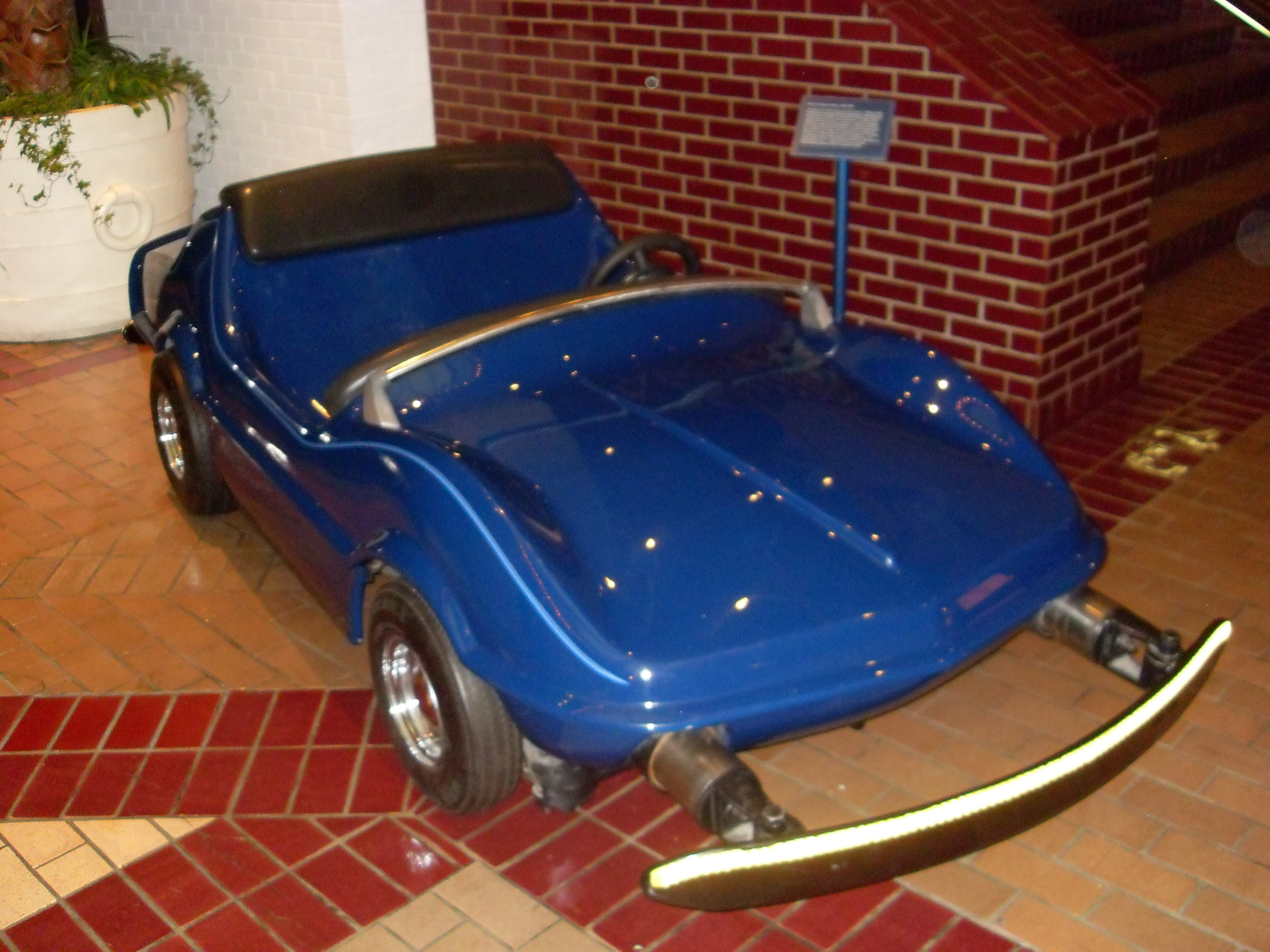
Ein Autopia-Auto im Corvette Stingray-Stil aus dem Jahr 1967, ausgestellt im Disneyland Hotel.

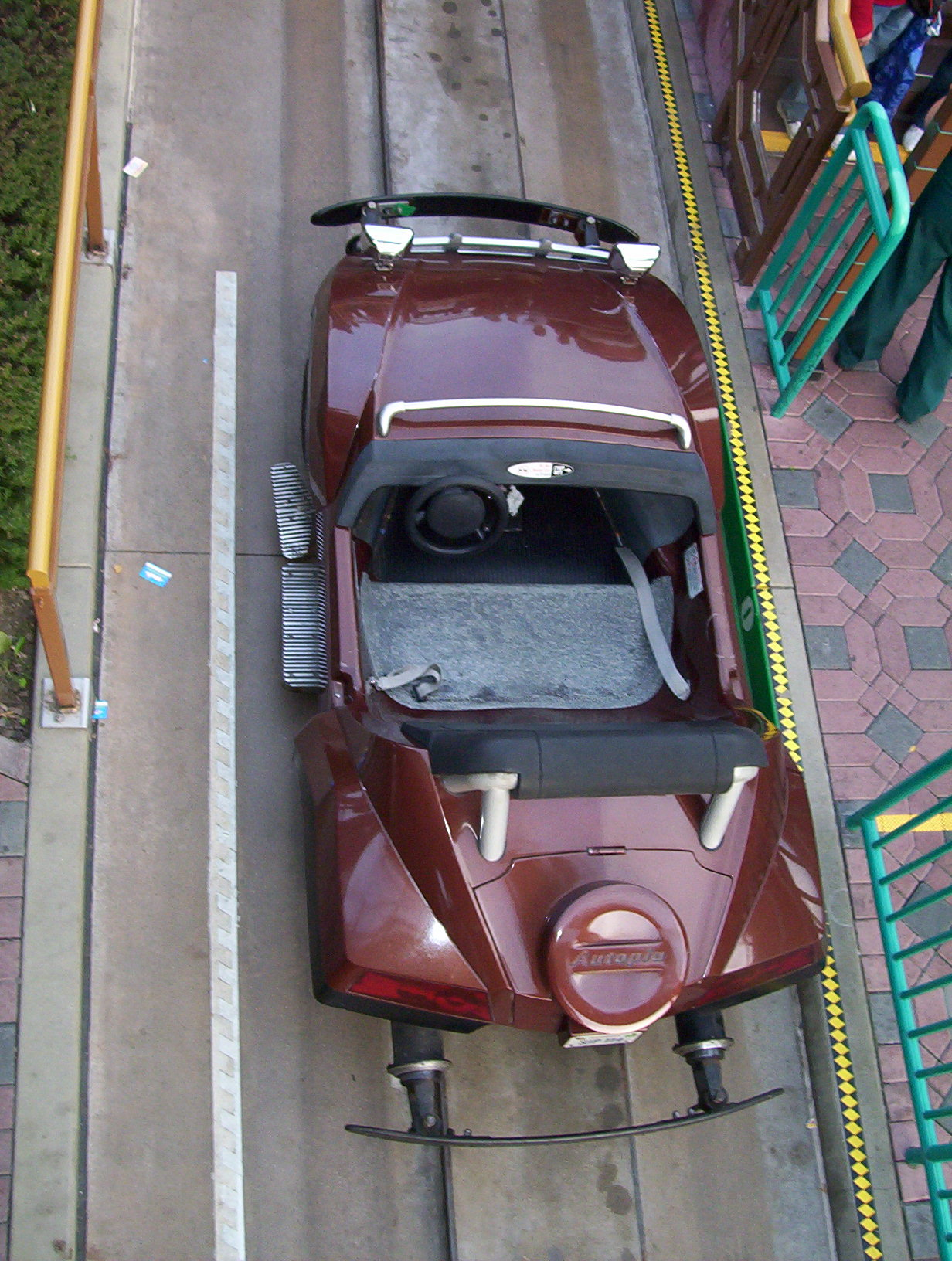
Eine Aufsicht auf ein Autopia-Auto im Jahr 2003.

Das Disneyland Resort Anaheim Autopia ist in der einen oder anderen Form eine der wenigen Attraktionen, die am 17. Juli 1955 mit dem Park eröffnet wurden. Als Autopia eröffnet wurde, repräsentierte die Attraktion die Zukunft dessen, was Amerikas mehrspurige Autobahnen werden sollten. Präsident Eisenhower hatte die Interstate-Highway-Gesetzgebung zum Zeitpunkt der Eröffnung von Autopia noch nicht unterzeichnet.
Die Fahrer können das Lenkrad verwenden, jedoch führt die Mittelschiene die Autos unabhängig von der Lenkeingabe entlang der Strecke. Kinder, die zu klein sind, um auf das Gaspedal zu treten, werden mit größeren Personen zusammen in ein Auto gesetzt. Die Bremsen werden automatisch betätigt, wenn der Fahrer das Gaspedal loslässt.
Die Autos erzeugen ein mäßiges Abgasniveau der Honda GX-Benzinmotoren, die die Autos antreiben. Im Jahr 2000 wurde es durch ein viel größeres Autopia ersetzt, das von Chevron gesponsert wurde, wobei viele Autos durch Dusty, Suzy und Sparky ersetzt wurden. Die Warteschlange erhielt animierte Dioramen mit den Chevron-Autos.

### Geschichte
Vor der Eröffnung des Disneyland Resort in Anaheim wurden die Autos ohne Stoßstangen getestet und von den Testfahrern fast vollständig zerstört. Um das Fahrzeug herum wurden Stoßstangen angebracht, aber es gab immer noch Probleme mit Kollisionen, da eine Führungsschiene noch installiert werden musste. Schließlich wurden die Fahrzeuge mit Feder-Stoßstangen ausgestattet, um Kollisionen zu verhindern.
Die erste Flotte von Autopia-Autos wurde „Mark I“ genannt. In den ersten Jahren von Disneyland durchlief Autopia einige Flotten. Obwohl sie im Grunde das gleiche Aussehen hatten, durchliefen sie bis 1958 Mark I, II, III und IV. Als die Monorail, Submarine Voyage und Matterhorn 1959 debütierten, debütierte auch eine neue Flotte mit einem völlig neuen Aussehen, die Mark V. Das nächste Design, Mark VI, kam 1964. 1965 wurde erstmals die mittlere Führungsschiene installiert. 1967 brachte ein weiteres neues Design, die Mark VII, die 5.000 US-Dollar für jedes Auto kosteten und der neuen Corvette Stingray ähnelten. Sie blieben bis 1999 im Dienst, bis eine Generation von Mark VIII eingesetzt wurde. Die Autos wurden von Intermountain Design, Utah, hergestellt.
Die Tomorrowland-Version war nicht die einzige Form von Autopia, die es im Disneyland Resort in Anaheim gab. Andere Versionen waren Midget Autopia, Fantasyland Autopia (Rescue Rangers Raceway) und Junior Autopia. Von diesen existierte die Version Tomorrowland Autopia am längsten.
Die Midget Autopia wurde 1957 eröffnet und von Arrow Development hergestellt. Es war der kleinste und der dritte Autopia-Track nach dem Tomorrowland Autopia (1955) und dem Junior Autopia in Fantasyland (1956). Es befand sich neben den Storybook Land Canal Boats und der Motor Boat Cruise am äußersten Rand von Fantasyland. Erwachsene durften nicht mitfahren. Es wurde 1966 geschlossen und abgebaut, um Platz für It’s a Small World zu machen.
Das Fahrgeschäft wurde anschließend der Stadt Marceline, Missouri, gespendet, wo es 11 Jahre lang im Walt Disney Municipal Park betrieben wurde, bis keine Teile mehr für die Autos verfügbar waren. Eines der Autos ist im Museum ausgestellt, während die Betonbahn, auf der die Autos fuhren, 2016 endgültig abgerissen wurde, um ein Stadtbad zu errichten. Im Jahr 2015 plante das Walt Disney Hometown Museum, die Fahrt neben dem Museum in der Innenstadt von Marceline nachzubauen, und startete eine Kickstarter-Kampagne zur Finanzierung des Projekts. Das Projekt brachte einen Bruchteil der 500.000 Dollar ein, die für den Wiederaufbau der Fahrzeuge und der Strecke erforderlich waren.
Im Gegensatz zu allen anderen Autopia-Attraktionen, war Midget Autopia eine von mehreren von Arrow Developments „serienmäßigen“ Arrowflite Tracked Auto Rides, die in mehreren Vergnügungsparks gebaut wurden. Mindestens noch ein Ride wird im Idlewild Park in Pennsylvania betrieben.
Das Disneyland Anaheim Fantasyland Autopia begann 1956 als Junior Autopia. Im Gegensatz zum ursprünglichen Autopia hatte die Junior-Autopia-Strecke eine mittlere Leitplanke. Es wurde 1958 geschlossen und am 1. Januar 1959 als erweitertes Fantasyland Autopia wiedereröffnet. Es war eine doppelte Version des Tomorrowland Autopia und hatte das gleiche Thema wie das Original bis März 1991, als die Fahrt im Rahmen der „Disney’s Afternoon Avenue“-Umgestaltung von Fantasyland in den Rescue Rangers Raceway umgewandelt wurde. Die Thematisierung wurde bis Anfang 1992 beibehalten. Die Anlage blieb vorübergehend bis zum 7. September 1999 geöffnet, als sowohl das Tomorrowland als auch das Fantasyland Autopias geschlossen wurden.
Im Jahr 2000 ersetzte das Disneyland Resort Anaheim beide bestehenden Autopia-Strecken durch ein neues, viel größeres Autopia, das von Chevron gesponsert wurde. Die farbenfrohen Autos im Chevrolet Corvette Stingray Stil wurden durch drei verschiedene Arten von Autos ersetzt: Dusty, ein Auto im Offroad-Stil / Sparky, ein Sportwagen / Suzy, ein Auto im Volkswagen-Käfer-Stil. Jedes wurde entwickelt, um in die Chevron-Reihe animierter „Chevron-Autos“ eingebunden zu werden, und vier Versionen der Autopia-Autos wurden während der Sommersaison 2000 landesweit an Chevron-Stationen als Spielzeug verkauft. Die Warteschlange enthielt animierte Dioramen mit den Chevron-Autos und die Hintergrundmusik stammt von der ehemaligen PeopleMover-Attraktion des Parks, die fünf Jahre vor der Eröffnung des neuen Autopia geschlossen worden war. Matthew Howard leiht „Dusty the Autopia Car“ seine Stimme. Als Reaktion auf mehrere kleinere Zwischenfälle wurde das Fahrsicherheitsspiel 2004 neu aufgenommen, um Eltern daran zu erinnern, auf ihre Kinder aufzupassen. Neu für die Strecke war ein kurzer Offroad-Abschnitt. Das Sponsoring von Chevron endete im Sommer 2012, obwohl die Chevron-Autos immer noch in der Preshow der Attraktion auftauchten, bis Honda das Sponsoring übernahm und alle offensichtlichen Verweise auf Chevron entfernt wurden.
Am 11. Januar 2016 wurde die Attraktion für mehrere Modifikationen geschlossen und am 29. April 2016 mit Honda als neuem Sponsor wiedereröffnet. Anfang 2017 wurden alle verbleibenden Chevron-Referenzen aus der Attraktion entfernt. Am 24. März 2017 enthüllte Honda ASIMO in der Attraktion. ASIMO wird von Bird begleitet und ist in verschiedenen Szenen der Attraktion zu sehen, die meisten Szenen ersetzten den Parkplatz und verschiedene Reklametafeln.

## Versionen in anderen Disney-Parks

### Walt Disney World Resort

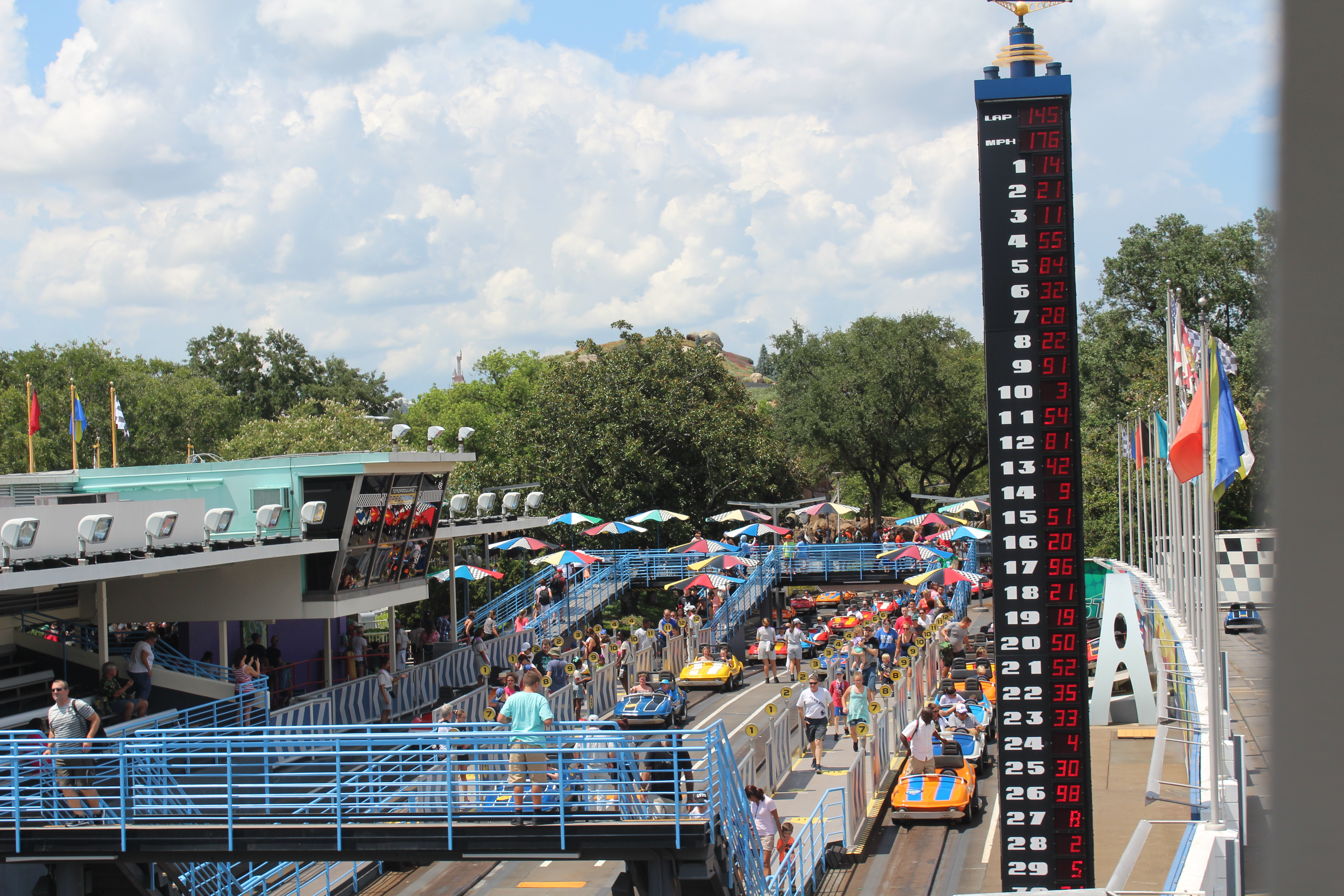
Walt Disney World Magic Kingdom Tomorrowland Speedway

Der Grand Prix Raceway war eine der Eröffnungs-Attraktionen des Magic Kingdom im Walt Disney World Resort. Die Gestaltung basierte eher auf einem internationalen Autorennen als auf den futuristischen Straßen von Autopia. Der ursprüngliche Sponsor war Goodyear, da er alle Reifen für die „Mark VII“-Fahrzeuge lieferte.
Die Streckenlänge der Attraktion wurde im Laufe der Jahre dreimal verkürzt. Am Eröffnungstag war die Strecke ungefähr 950 m lang. Die Länge der Attraktion wurde 1974 zum ersten Mal für den Bau des Space Mountain reduziert, wobei die beiden Südkurven gekürzt und der gesamte Nordteil der Strecke reduziert wurden. Die Strecke wurde auf ungefähr 840 m verkürzt. Ein noch größerer Abschnitt wurde entfernt, um zwischen Ende 1987 und Anfang 1988 Platz für Mickey’s Toontown Fair zu schaffen, diesmal wurde die Strecke auf ungefähr 670 m reduziert. Im Jahr 2012 wurde die letzte Kurve erneut verkürzt, um Platz für Dumbo, den fliegenden Elefanten zu schaffen, wodurch die Fahrt auf ungefähr 650 m verringert wurde. Am Ende hat die aktuelle Attraktion über 32 % ihrer ursprünglichen Länge eingebüßt.
1994 wurden das Grand-Prix-Thema und der Name zugunsten von Tomorrowland Indy Speedway gestrichen, aber die Strecke und die Fahrzeuge blieben gleich. Es wurde die Thematisierung geändert, so dass diese zu dem Overlay „New Tomorrowland“ passte.
Am 20. Dezember 1999 schlossen sich die Walt Disney Company und der Indianapolis Motor Speedway zusammen, um das Thema der Strecke zu ändern. Die Fahrt wurde geändert, um Elemente vom berühmten Speedway hinzuzufügen, wie den berühmten Yard of Bricks, den Scoring Pylon, die Gasoline Alley und das Rad- und Flügellogo. Im Einstiegsbereich befanden sich Tafeln mit den drei Indy-Events: dem Indianapolis 500, dem Brickyard 400 und dem United States Grand Prix.
Der Name wurde 2008 in Tomorrowland Speedway geändert.
Im Jahr 2019 wurde die Anlage weiteren Streckenanpassungen unterzogen, um die neue Attraktion TRON Lightcycle / Run zu bauen. Der Tomorrowland Speedway wurde am 18. Mai 2019 wiedereröffnet.

### Tokyo Disney Resort

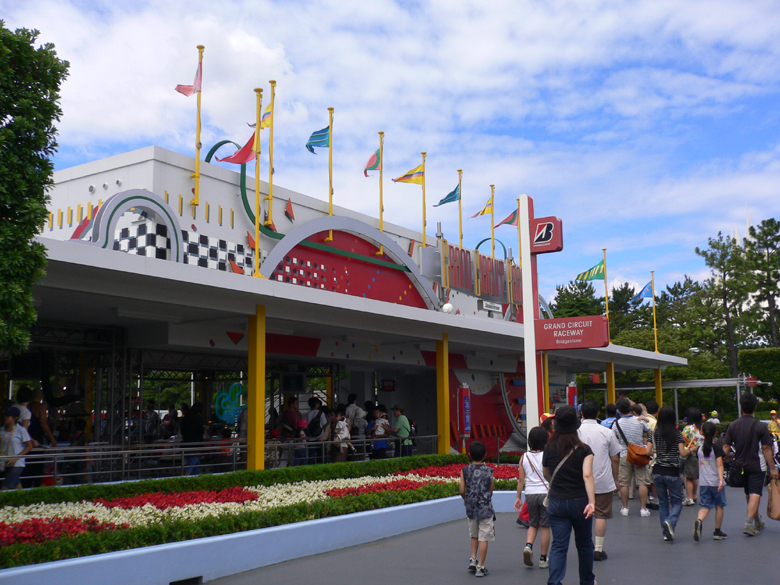
Tokyo Disneyland's Grand Circuit Raceway

Im Tokyo Disney Resort war die Fahrt als Grand Circuit Raceway bekannt. Diese Version der Fahrt wurde 1983 mit dem Park eröffnet und blieb weitgehend unverändert. Die Fahrt wurde von Bridgestone gesponsert und verfügte über eine Tribüne, auf der Besucher die Rennen zwischen den Fahrern verfolgen konnten. Die Strecke wurde als Acht-Form beschrieben, war aber tatsächlich länger. Die Version von Tokyo Disneyland wurde am 11. Januar 2017 geschlossen, um Platz für einen Themenbereich von Beauty and the Beast zu machen.

### Disneyland Paris
Im Disneyland Park in Paris verwendet die Attraktion, die am 12. April 1992 mit der Eröffnung von Disneyland Paris eröffnet wurde, den ursprünglichen Namen Autopia, hat aber einen einzigartigen Sinn für Stil und Themen. Die Autos sind abgerundeter und passen zu einem retro-futuristischen Thema der 1920er Jahre.
Dies ist die einzige Autopia Attraktion, die eine Handlung hat. Die Geschichte war, dass die Gäste ihre Autos, genannt Astrocoupes, durch eine nahe gelegene Stadt zum Discoveryland, Solaria, fuhren. Im Jahr 2012 wurde die Requisite Solaria aus der Attraktion entfernt und alle Discoveryland-Logos wurden aus der Fahrzeugflotte entfernt. Die ursprüngliche Handlung wurde ebenfalls entfernt und verwandelte sie in eine einfache Fahrstrecke, genau wie ihre amerikanischen und asiatischen Gegenstücke.

### Hong Kong Disneyland

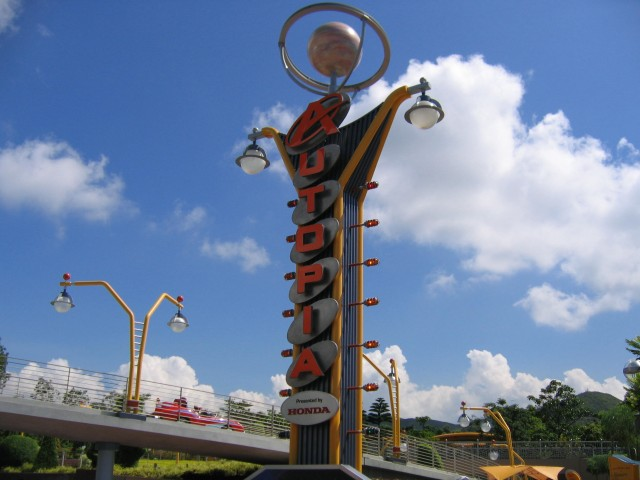
Hong Kong Disneyland Autopia

Hong Kong Disneyland ist der erste Disney Schloss-Park, der nicht mit einer Form einer Autopia Attraktion eröffnet wurde. Die Hongkong-Version wurde im Sommer 2006 als Teil der Phase-1-Erweiterung eröffnet und unterscheidet sich von den anderen Versionen, da sie Elektroautos mit Lichteffekten und ein integriertes Audiosystem enthält. Die Thematisierung umfasst einen üppigen Dschungel und außerirdische Landschaften. Honda ist der Sponsor der Attraktion. Das Autopia von Hong Kong Disneyland wurde am 11. Juni 2016 geschlossen, um im Rahmen der „Stark Expo“ durch „Avengers Quinjet Experience“ ersetzt zu werden.